# NIO EC7
La NIO EC7 è una autovettura elettrica prodotta dalla casa automobilistica cinese NIO a partire dal 2023.

## Descrizione

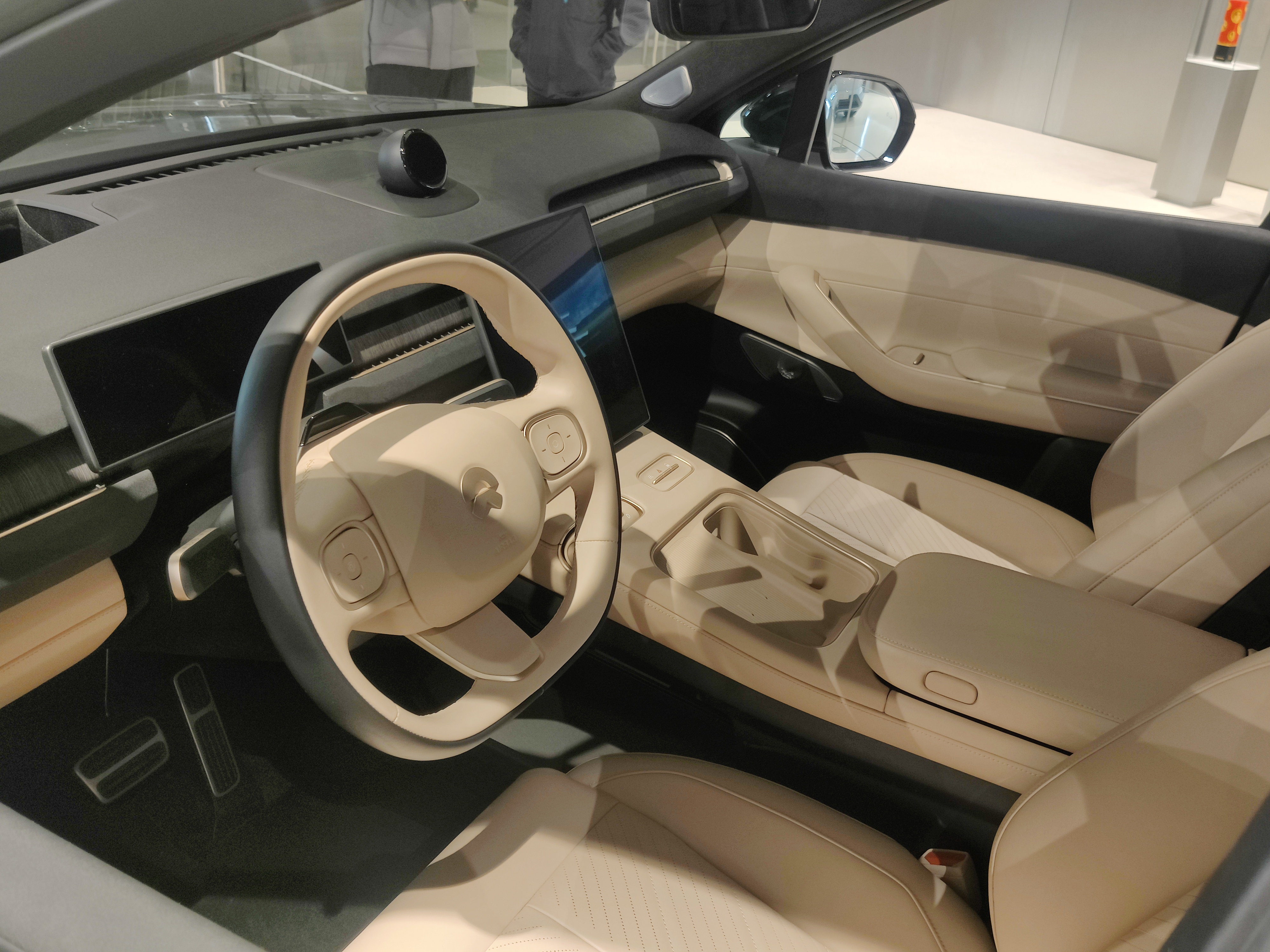
Interni

A fine 2022 la NIO ha presentato una nuova vettura, un crossover SUV di grandi dimensioni a 5 porte e 5 posti con una linea del tetto fastback, chiamata EC7. Il coefficiente di resistenza aerodinamica dichiarato è pari a 0,23.
L'auto al lancio è disponibile con un pacco batterie agli ioni di litio sostituibili come sulla NIO ES8. A spingere la vettura ci sono due motori elettrici a magneti permanenti, uno anteriore  da 180 kW e l'altro posteriore da 300 kW, dalla potenza combinata di 487 kW (653 CV), che fanno scattare la EC7 da 0 a 100 km/h di 3,8 secondi. L'EC7 è disponibile con tre tagli di batteria: 75, 100 e 150 kWh, che rispettivamente garantiscono un'autonomia secondo il ciclo di omologazione CLTC di circa 490, 635 e 940 km.